# Place de Catalogne (Barcelone)
Pour les articles homonymes, voir Place de Catalogne.
La place de Catalogne (en catalan : Plaça de Catalunya) est une des principales places de Barcelone, en Espagne. D'une superficie d'environ 5 hectares, elle relie la Vieille-ville de Barcelone et l'Eixample. La place jouxte plusieurs rues importantes ou célèbres de la ville telles que le Passeig de Gràcia et La Rambla.

## Histoire

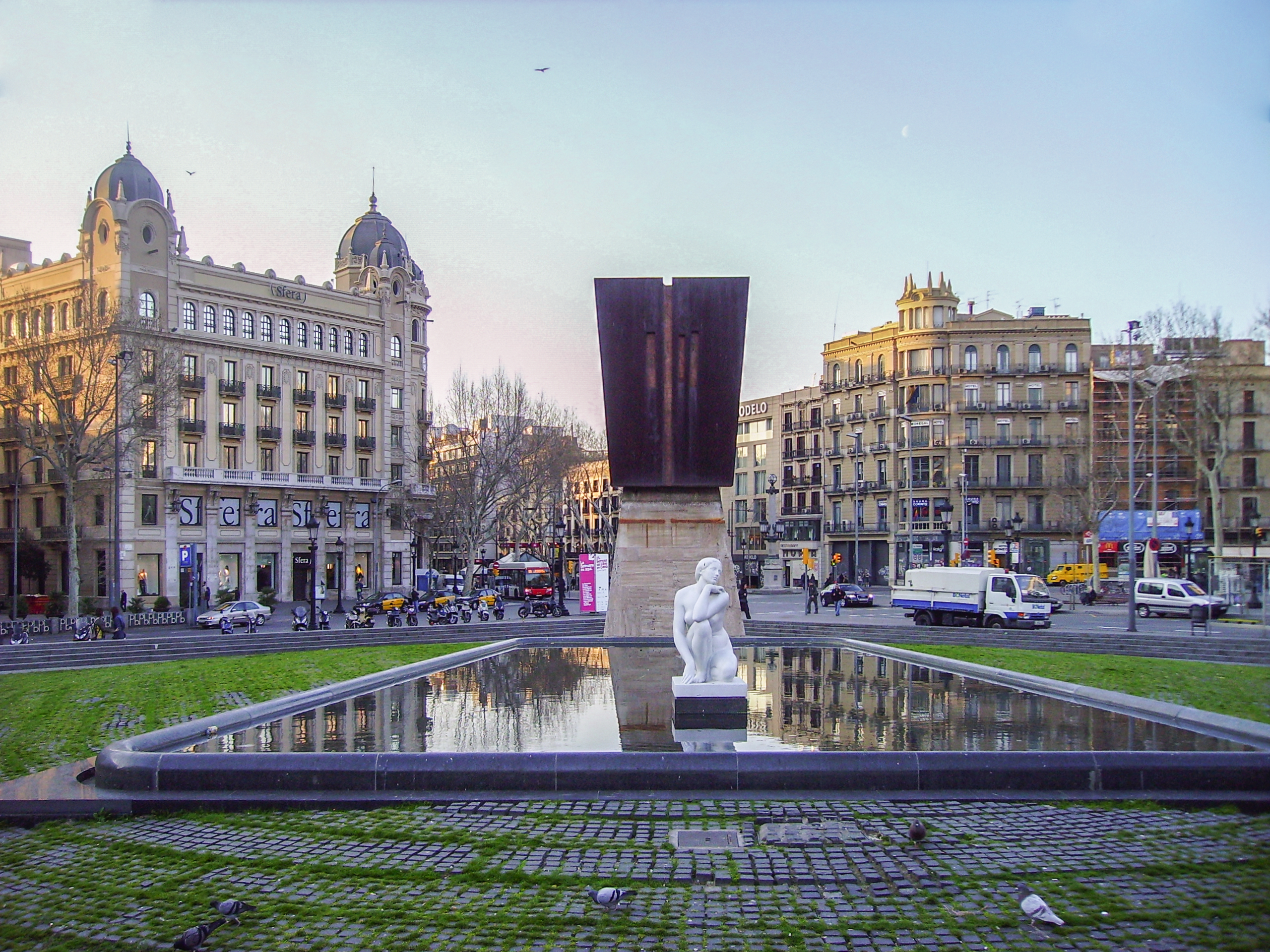
La Déesse de Josep Clarà sur la place de Catalogne, le monument à Francesc Macià de Josep Maria Subirachs et la Rambla en fond.

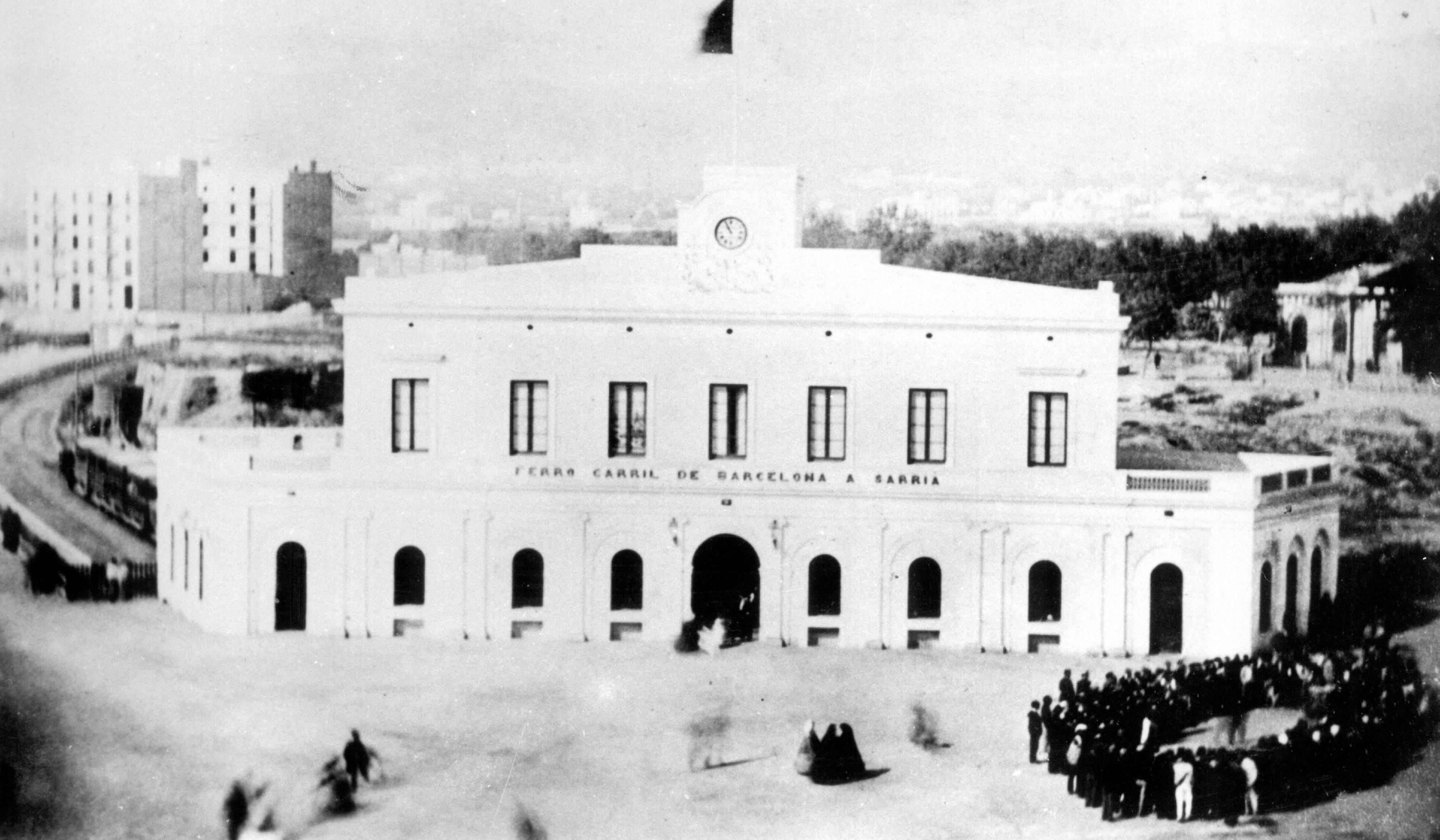
Terminal du métro de Sarrià en 1865.

Jusqu'à la destruction des murailles, l'espace actuellement occupé par la place était une esplanade externe à la ville et située devant l'une de ses portes principales. Plusieurs chemins partaient de l'esplanade et permettaient de relier les villages alentour tels que Gràcia ou Sarrià. Cette situation en a fait l'emplacement idéal pour y installer un marché à l'air libre qui devint naturellement un lieu de rencontre important de la ville.
Au XIXe siècle, commença la destruction des murailles et la construction de l'eixample selon les plans d'Ildefons Cerdà. Le plan urbain de Cerdà ne prévoyait pas de place sur ce qui est aujourd'hui la place de Catalogne. Son plan prévoyait que l'actuel quartier gothique comme tous les anciens villages devaient être relégués au statut de noyaux urbains périphériques, et que le nouveau centre de la ville devait être une zone parfaitement desservie. Cerdà conçut la Plaça de les Glòries Catalanes comme le nouvel épicentre de la ville, au croisement des principales artères : l'Avenue Diagonal, Gran Via et l'avenue méridienne. Cependant, le plan d'extension de la ville de Rovira en 1859 prévoyait le maintien d'une place à cet endroit et fut préféré par la mairie et la bourgeoisie barcelonaise.
Deux facteurs jouèrent en faveur du maintien de la place. D'une part, l'inertie et l'habitude dans les usages et les transports. D'autre part, la nécessité de déplacer le centre urbain sur ce qui devait devenir la plaça de les Glòries Catalanes mais qui était à l'époque un terrain vague très éloigné des premières constructions de la ville. La ville maintint sur la place des cafés, des théâtres et des spectacles de rue, empêchant la construction de cet espace. En 1862, la mairie de Barcelone demanda que l'urbanisation de la place commence, mais le permis de construction officiel ne fut attribué qu'en 1889 pour l'exposition universelle de 1888, après un concours gagné par Pere Falqués.
En 1892 commencent les expropriations des maisons et autres constructions qui avaient été construites aux emplacements libérés par la destruction des murailles en 1858, dans un espace déjà connu sous le nom de place de Catalogne.
La première étape de l'urbanisation (deux grandes voies et une place circulaire à leur intersection) commence en 1902. La seconde étape fut achevée pour l'exposition internationale de 1929 : le projet initial de Josep Puig i Cadafalch est remplacé par celui de Francesc Nebot et, une fois commencés les travaux, par celui de Joaquim Llansó.
Jusque dans les années 1920, les hôtels, les cafés, les bars et les brasseries, les lieux de spectacle font de la place un espace animé, festif et cosmopolite.
Après que la Seconde République a accordé à la Catalogne une large autonomie (1932), la place devient l'espace public des manifestations sociales et des clivages entre les acteurs de la vie politique.

## Transport

Accès à la gare de la place de Catalogne

La place est l'un des plus importants centres urbains de Barcelone, tant de manière aérienne que souterraine.

### Transports souterrains

#### Métro

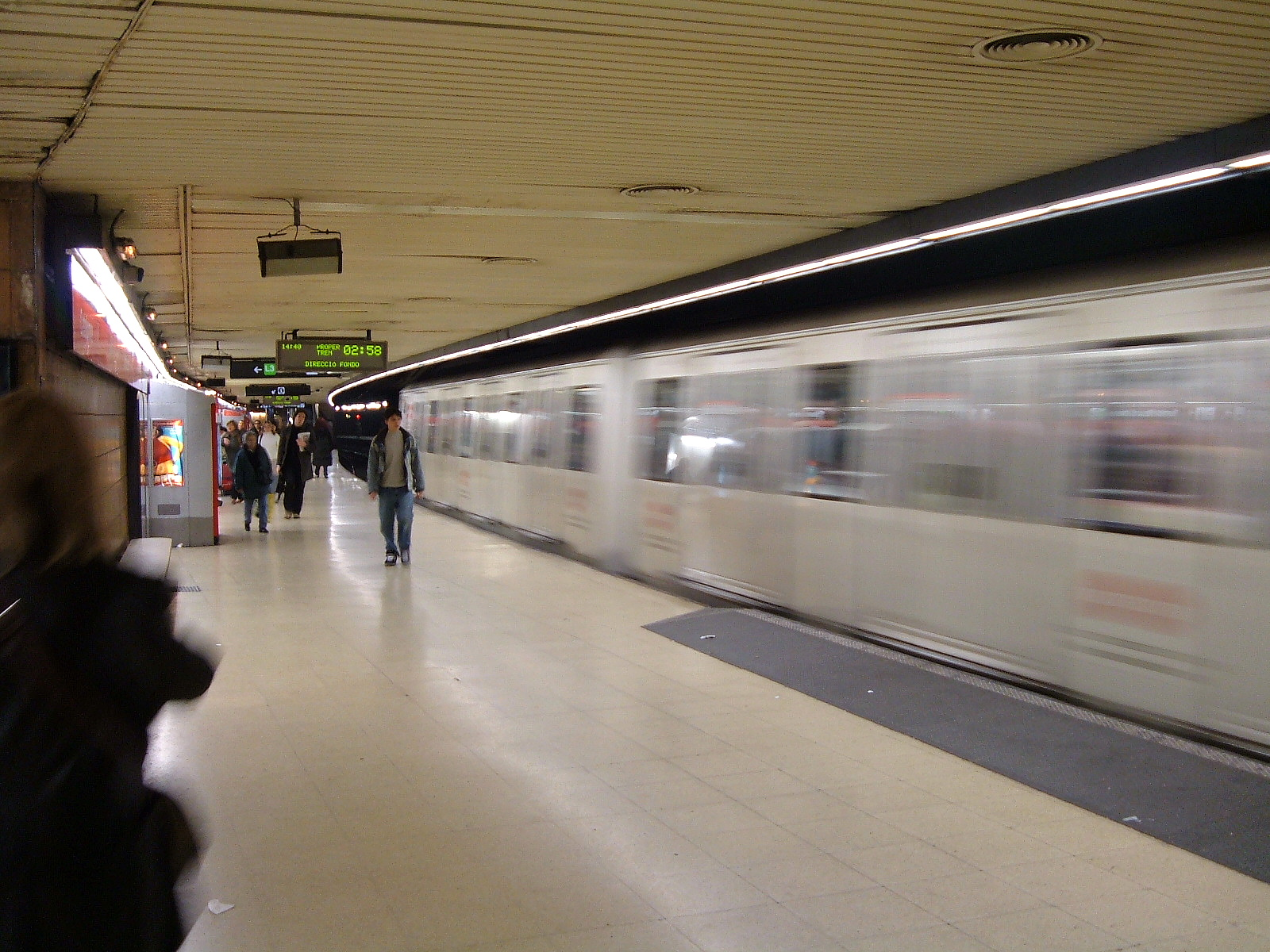
La ligne 1 du métro de Barcelone

La place de Catalogne est l'un des principaux échangeurs du réseau métropolitain de Barcelone. Les lignes ligne 1 et ligne 3 s'y rejoignent. On peut également accéder aux lignes de la FGC : ligne 6, ligne 7 ainsi que les lignes S1, S2, et S55 en direction de Terrassa, Sabadell, Sant Cugat del Vallès – Rubí et de l'Université autonome de Barcelone respectivement.

#### Trains
Le réseau interurbain (rodalies) de la Renfe a également une gare sous la place. Il s'agit des lignes R1, R3 et R7.

### Autobus

#### Autobus de jour
- Ligne 22: Vers Av. Tibidabo
- Ligne 24: Avenue du Parallèle – Carmel
- Ligne 47: Vers Canyelles
- Ligne 55: Vers Parc de Montjuïc
- Ligne 59: Poblenou – Pl. Reina Maria Cristina
- Ligne 62: Vers Ciutat Meridiana
- Ligne 67: Vers Cornellà
- Ligne D50: Paral·lel - Ciutat Meridiana
- Ligne H16: Pg. Zona Franca - Fòrum Campus Besòs
- Ligne V15: Barceloneta - Vall d'Hebron
- Aérobus vers l'aéroport de Barcelone

#### Bus de nuit
La majorité des lignes d'autobus de nuit (nitbus) desservent la place de Catalogne :
- N1: Zona Franca (Mercabarna) – Roquetes (Aiguablava)
- N2: l'Hospitalet de Llobregat (Av. Carrilet) – Badalona (Via Auguste)
- N3: Collblanc (Camí Torre Melina) – Montcada i Reixac (place d'Espagne)
- N4: Via Favència (Métro Canyelles) – Carmel (Gran Vista)
- N5: Vers  Carmel (Gran Vista)
- N6: Roquetes (Mina de la Ciutat) – Santa Coloma de Gramenet (Oliveres)
- N7: Pl. Pedralbes – Pl. Llevant (Fòrum)
- N8: Can Caralleu – Santa Coloma de Gramenet (Can Franquesa)
- N9: Pl. Portal de la Pau – Tiana (Edith Llaurador)
- N11: Vers hôpital de Can Ruti
- N12: Pl. Portal de la Pau – Sant Feliu de Llobregat (la Salut)
- N13: Sant Boi de Llobregat – Pl. Catalunya
- N14: Vers  Castelldefels (centre vila)
- N15: Sant Joan Despí (Torreblanca) – Pl. Portal de la Pau
- N16: Vers  Castelldefels (Bellamar)
- N17: Vers  el Prat de Llobregat (Aéroport)

#### Visites guidées
- Bus touristique

### Sources et bibliographie
- Jean-Louis Tissier, « Plaça Catalunya, républicaine, franquiste, indépendante », Libération,‎ 19 août 2014 (lire en ligne, consulté le 20 août 2014)